# Les Ruines du ciel
Les Ruines du ciel est un roman de l’écrivain libanais de langue française Ramy Zein, paru en 2008.

## Intrigue
Neil Knight s’engage dans l’armée après les attentats du 11-Septembre. Il participe à l’invasion de l’Irak où ses élans messianiques et ses convictions politiques se heurtent à la réalité du terrain. Les notions du bien et du mal se brouillent dans son esprit. Le ciel du jeune soldat se délite progressivement et finit par tomber en ruines, « ruines de l’histoire par l’Histoire » selon la formule de Marie Liénard. Le dénouement tragique du roman sanctionne l’incapacité du protagoniste à résoudre les contradictions entre ce qu’on lui a appris et ce qu’il constate sur place. « La complexité du personnage provient de son caractère hybride qui le situe dans un entre-deux mouvant, écrit Katia Ghosn, ni entièrement acquis à sa propre cause ni suffisamment allié au camp des autres. D’où l’originalité de ce roman […][qui] réussit en complexifiant le statut de la victime à se situer au-delà du bien et du mal. » Parallèlement au parcours de Neil, Les Ruines du ciel décrit la souffrance de sa mère Carol rongée par la culpabilité et l’alcool.    

## Dimension humaine de l'Histoire
Comme toujours chez Ramy Zein, ce qui est mis en avant, ce sont moins les événements politiques et historiques que la manière dont les gens ordinaires les subissent, en l’occurrence les soldats américains issus pour la plupart de milieux défavorisés, ainsi que leurs proches qui attendent leur retour. Les Ruines du ciel illustre cette lecture sociale de la guerre, faisant de Neil et Carol les archétypes des Américains modestes fragilisés par leur condition. La ligne de fracture dans le roman ne se situe pas entre l’Orient et l’Occident, l’islam et le christianisme, le monde arabe et les États-Unis, mais entre les puissants et les faibles des deux bords. Ramy Zein l'affirme dans une interview : «Ce sont les pauvres qui constituent la chair à canon de cette guerre. Comme le dit Sartre dans Le Diable et le bon Dieu : “Quand les riches se font la guerre, ce sont les pauvres qui meurent”. Le véritable clivage, s’il existe, est situé plutôt du côté des dominants et des dominés. Il y a beaucoup plus de parenté entre Neil et un soldat irakien qu’entre Neil et ses gouvernants qui l’ont entraîné dans ce désastre. »

## Conditionnement de l'individu
Les Ruines du ciel pose le problème de la liberté individuelle face au pouvoir de la propagande et de la manipulation de masse. Le roman déploie tout un réseau de signes qui relèvent du conditionnement mental (cérémonies patriotiques, slogans, hymnes, drapeaux, affiches de l’armée), à quoi s’ajoute la télévision, leitmotiv du livre auquel un chapitre est consacré, ce qui montre le rôle prépondérant joué par ce média dans l’aliénation mentale. Neil est d’autant plus vulnérable à la propagande que sa condition sociale va de pair avec un dénuement intellectuel et une profonde inculture. Les héros du roman, écrit Nawal el-Ali, « sont des personnages socialement modestes, politiquement simples, ce qui les rend aisément manipulables. »

## Altérité
Neil débarque en Irak l’esprit farci de préjugés sur les Irakiens et, au-delà, les Arabes et les musulmans. Il ne reconnaît pas leur humanité, ce qui apparaît entre autres dans une scène frappante où il dépouille les cadavres irakiens de leurs armes. Ce n’est que peu à peu, à mesure qu’il assiste à des exactions et qu’il entre en contact avec des civils irakiens, que l’humanité de ses ennemis s’impose à lui. 

## Dimension textuelle
Le roman est bâti sur l’alternance des chapitres consacrés respectivement à Neil en Irak et à sa mère aux États-Unis. Cette alternance systématisée reflète le caractère implacable du destin tragique qui broie les deux personnages, et fait ressortir l’intensité des situations. Les Ruines du ciel constitue un « album d’impressions, aussi fortes que fugitives », estime ainsi Marie Liénard, tandis que Maya Ghandour Hert parle d’« images fortes, parfois très intenses ».

De plus, il existe un grand contraste entre le début et la fin du livre. Les premiers chapitres sont marqués par l’espérance, la naïveté, la légèreté, le désir, l’érotisme. Puis le texte dérive vers l’obscurité, la lassitude, le désespoir et, enfin, la mort. Le roman quitte le temps de l’innocence pour entrer dans le temps de l’Histoire. L’ironie et le second degré du narrateur disparaissent au profit d’une tonalité tragique vibrante d’empathie, ce qui fait dire à Katia Ghosn : « Ramy Zein scrute dans ses écrits la souffrance humaine jusque dans ses replis les plus profonds. Une souffrance qui n’est pas chez lui auto-affection (de soi-même par soi-même) mais le revers imparable de l’empathie. […][son écriture est traversée] par le courant électrisant de la compassion.» Jawad Sidawi souligne à son tour la puissance empathique de l'écriture dans Les Ruines du ciel.

## Extraits
- « Les seuls terroristes qu’il ait descendus dans sa brève existence, c’étaient des mannequins de soldats soviétiques, des ennemis en carton-pâte datant de l’époque où le mal ne parlait pas encore arabe mais russe. »[9]
- « Neil s’apercevait avec horreur qu’il gardait vivace le souvenir de ces pulsions criminelles, qu’il gardait intacts ce désir d’aller jusqu’au bout de la violence, cette tentation sadique et coupable doublée d’une sensation d’inassouvissement qui ajoutait à son dégoût épouvanté de lui-même. »[10]
- « Enfant déjà, elle passait plus de temps à regarder jouer ses camarades qu’à participer à leurs jeux. Elle était fascinée par le spectacle des autres. Elle ne comprenait pas ce qu’elle aurait fait parmi ses copains dans la cour de récréation, sinon se priver de les voir et de les écouter, donc d’être vraiment en leur compagnie. Faire ou observer, elle choisissait le regard. »[11]
- « Elle avait toujours été ainsi. Incapable d’être heureuse sans penser à l’après. Incapable d’entrer nue dans la joie des autres. »[12]
- « Le ventilateur pivotait lentement sur son axe, la tête inclinée en avant. Sa silhouette dessinait les contours d’un tournesol, un tournesol géant à la fleur mobile qui semblait chercher, parmi les corps endormis des soldats, un soleil introuvable. »[13]
- « Neil n’avait pas peur. La peur exigeait un minimum d’énergie, de lucidité, de présence. Il n’avait plus rien de tout cela. Il se sentait vidé de lui-même. Il était épuisé. Il n’avait même plus la force de s’accrocher à ses pensées. Des idées et des songes parvenaient à percer le voile de sa conscience, mais ils étaient aussitôt absorbés par les vibrations de la route, détournés par le remuement impassible des choses. Neil laissait filer les images et les pensées sans réagir, les yeux brûlants, l’estomac retourné, les mains agrippées à la mitrailleuse. »[14]

## Prix
- Prix Phénix 2008
- Prix littéraire des lycéens du Liban 2009 (ex aequo avec Michel Tremblay)